# مجموعة إس سي أو
إس سي أو (بالإنجليزية: SCO)‏ هي شركة متخصصة في ترويج ودعم نظام يونكس من بعد إيه تي آند تي.

## معرض صور

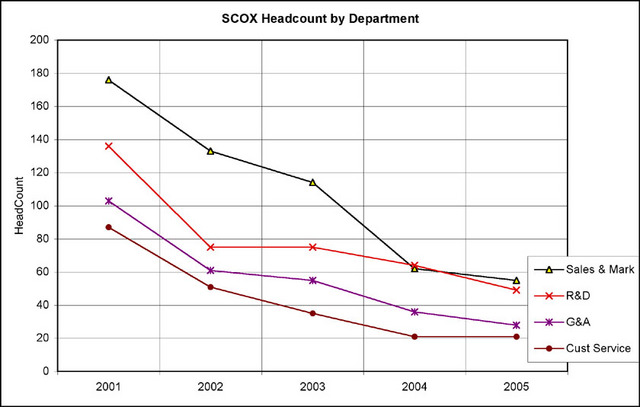
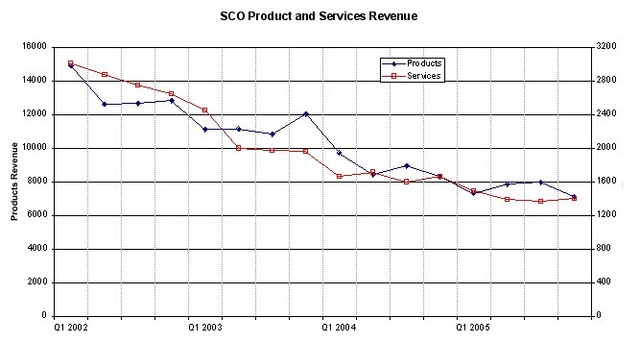
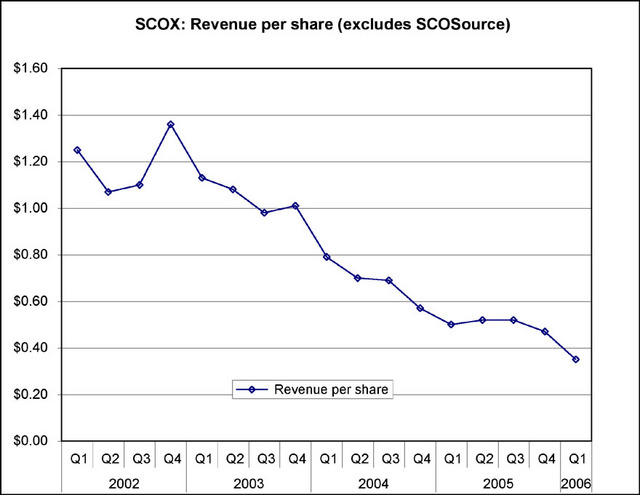
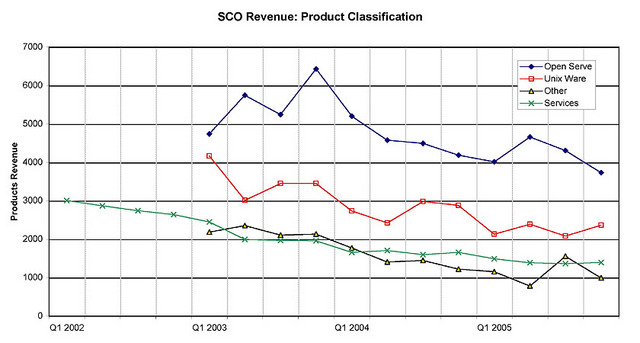
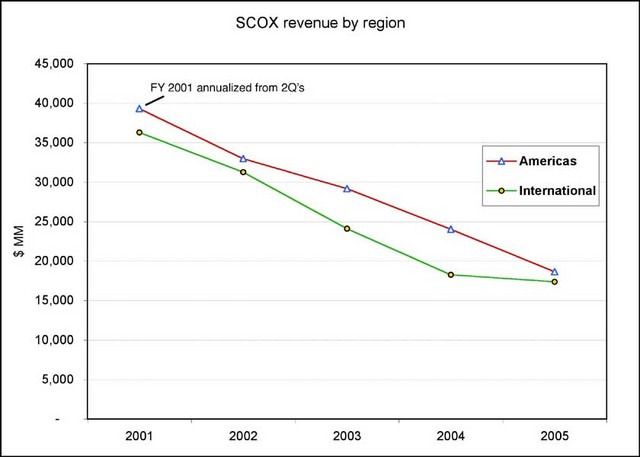

## وصلات خارجية
موقع شركة SCO